# Akuna Bay, New South Wales
Akuna Bay este o suburbie în Sydney, Australia.